# Pedro José de Arteta y Calisto

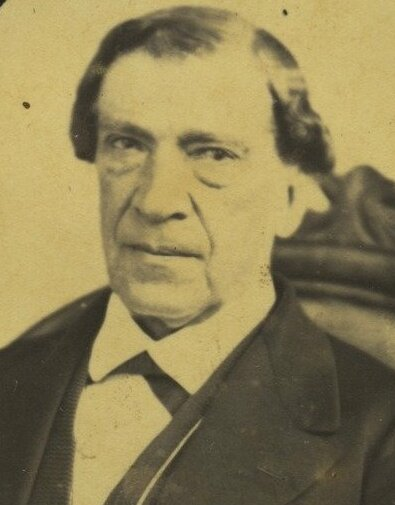
Pedro José de Arteta y Calisto

Pedro José de Arteta y Calisto (Quito, 1797 - Quito, 24 augustus 1873), was een Ecuadoraans politicus. Van 6 november 1867 tot 20 januari 1868 was hij waarnemend president van Ecuador. Nadien was hij vicepresident onder Juan Javier Espinosa.
Pedro José de Arteta was lid van de Partido Conservador Ecuatoriano (Conservatieve Partij van Ecuador)